# 랄라이나 노메자나하리
랄라이나 노메자나하리(말라가시어: Lalaina Nomenjanahary, 1986년 6월 1일 ~ )는 마다가스카르의 축구 선수로, 현재 프랑스 3부 리그의 파리 13 아틀레티코에서 수비수 겸 미드필더로 활약 중이다.

## 선수 경력

### 클럽
2006년 아제사이아 소속으로 프로에 데뷔하여 2009년까지 활동하며 말라가시 프로리그 2회 우승, 마다가스카르 슈퍼컵 2회 우승, 2006년 마다가스카르컵 우승과 2007년 리그 최우수선수상을 휩쓸었고 이후 SS 카프리코르네를 거쳐 2010-11 시즌을 앞두고 프랑스 4부 리그의 CS 아비용 이적을 통해 데뷔 4년만에 생애 첫 유럽 리그에 진출하여 2010-11 시즌 4부 리그에만 9경기에 출전했다.
그 후 같은 4부 리그 소속팀인 RC 랑스 B팀으로 트레이드되어 2015-16 시즌까지 4부 리그에서만 16경기 1골을 기록했고 RC 랑스 1군 소속으로는 138경기 8골을 기록하며 2013-14 시즌 프랑스 2부 리그 준우승 및 차기 시즌 1부 리그 승격에 기여했고 2012년 랑스 올해의 선수, 1부 리그 2014-15 시즌 3일차 베스트 11에 선정되는 활약을 펼쳤지만 팀은 2014-15 시즌 1부 리그에서 20팀 중 최하위의 처참한 성적을 남긴 채 1시즌만에 2부 리그로 재강등되면서 그의 이 모든 활약들은 빛이 바래지고 말았다.
2016-17 시즌을 앞두고 프랑스 5부 리그의 파리 FC B팀으로 이적하여 5부 리그 3경기에 출전한 뒤 곧바로 3부 리그 소속팀인 파리 FC 1군팀에 전격 합류하여 2016-17년 3부 리그에서 23경기 3골을 기록하며 리그 3위 및 차기 시즌 2부 리그 승격에 일조했고 이후 현재까지 파리 FC의 주전으로 활약하며 2018-19 시즌 리그 2 4위(최종 5위)의 호성적을 이끄는 등 꾸준히 팀의 2부 리그 잔류에 기여하고 있다.

### 국가대표팀
마다가스카르 청소년 대표팀 시절 2005년 COSAFA U-20 챌린지컵 우승과 2007년 인도양 경기 대회 은메달을 휩쓸었고 2006년 마다가스카르 A대표팀 첫 합류 후 2007년 11월 17일 코모로와의 2010년 FIFA 월드컵 아프리카 지역 1차 예선 2차전에서 국제 A매치 데뷔골을 멀티골로 장식하며 2차 예선 진출에 이바지했다.
이후 2019년 아프리카 네이션스컵 본선을 통해 생애 첫 메이저 대회에 참가하여 아프리카 네이션스컵 3회 우승에 빛나는 강호 나이지리아와의 B조 최종전에서 전반 13분 선제골을 터뜨려 팀의 8강 돌풍의 주역으로 활약했다.

## 수상

### 클럽
아제사이아
- 말라가시 프로리그 : 우승 (2007, 2009)
- 마다가스카르 슈퍼컵 : 우승 (2007, 2009)
- 마다가스카르컵 : 우승 (2006)

 RC 랑스
- 리그 2 : 준우승 (2013-14)

### 국가대표팀
마다가스카르 U-20
- COSAFA U-20 챌린지컵 : 우승 (2005)
- 인도양 경기 대회 : 은메달 (2007)